# Saint-Martin-des-Champs (Cher)
 Saint-Martin-des-Champs  es una población y comuna francesa, situada en la región de  Centro, departamento de Cher, en el distrito de Bourges y cantón de Sancergues.

## Demografía
| 472 | 445 | 391 | 356 | 335 | 331 |
| Para los censos de 1962 a 1999 la población legal corresponde a la población sin duplicidades (Fuente: INSEE [Consultar]) |     |     |     |     |     |